# Heinkel Kabine

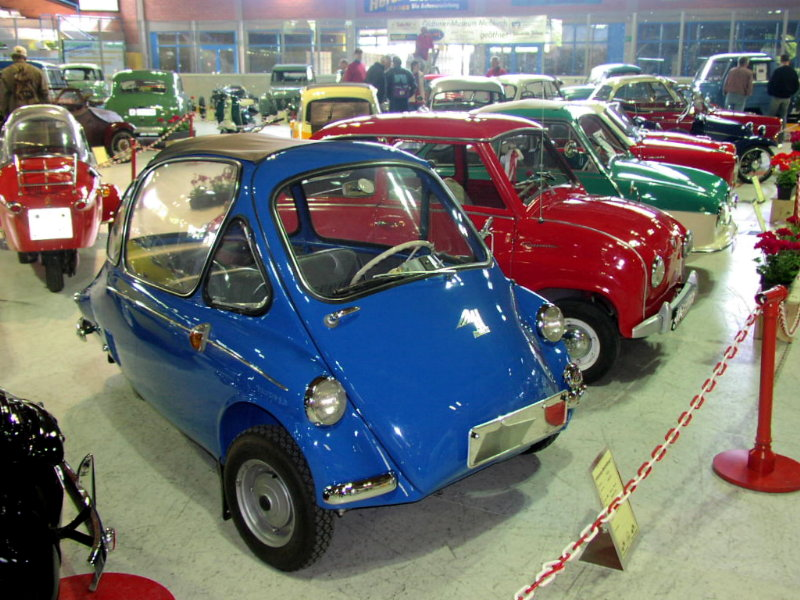
Heinkel Kabine Typ 153 (1957)

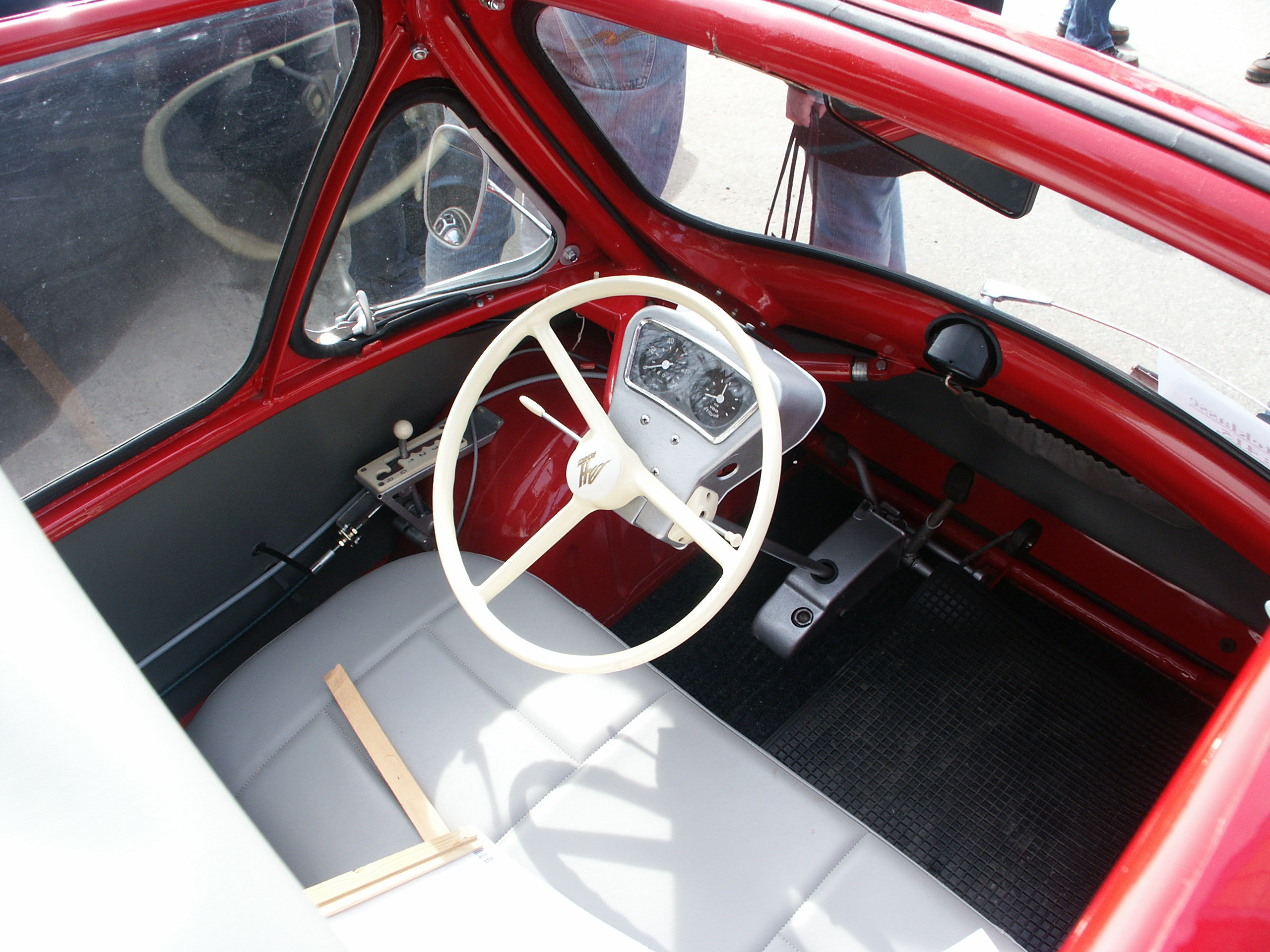
Innenraum einer Heinkel Kabine

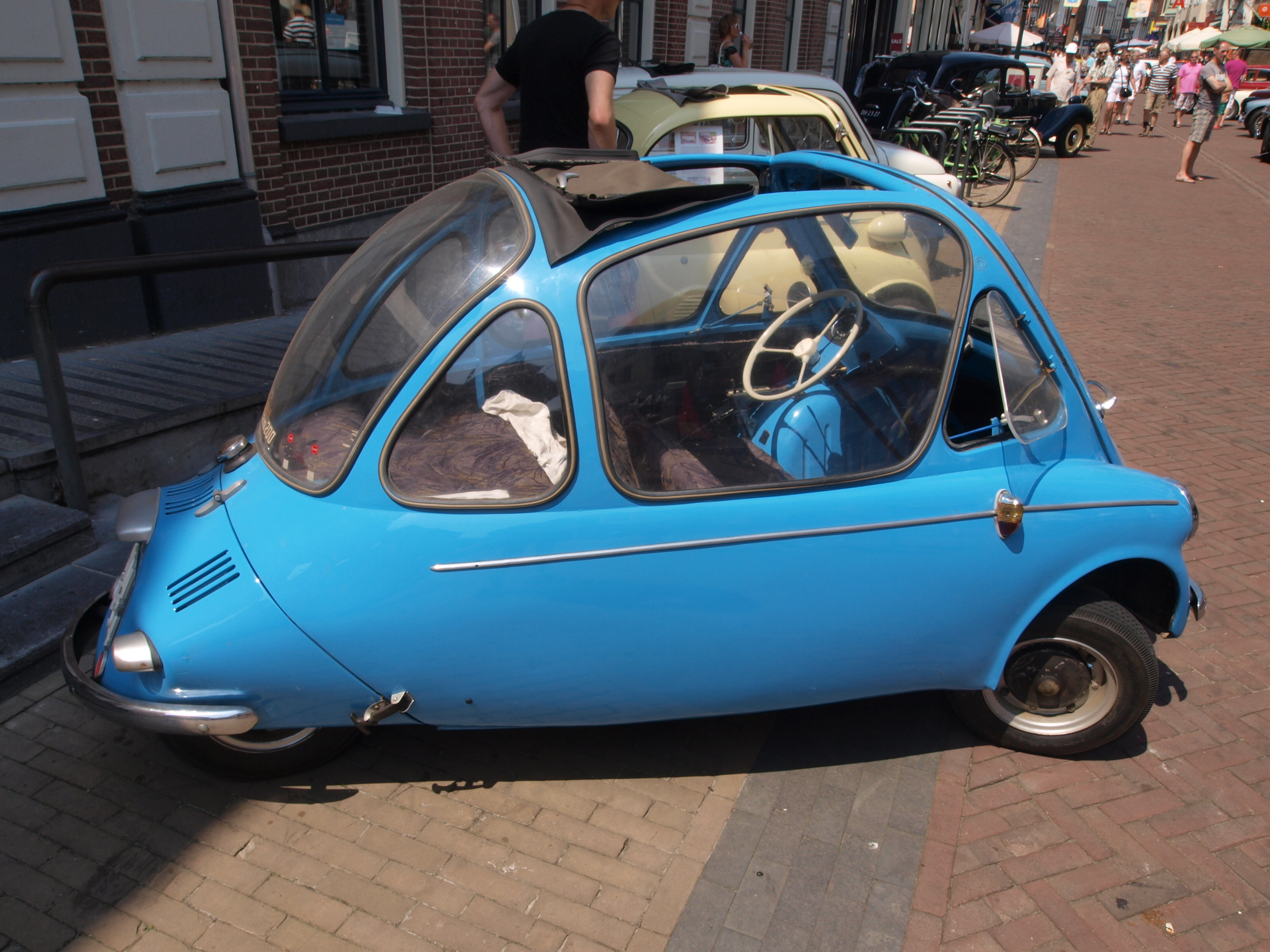
Trojan 200 von Trojan Limited

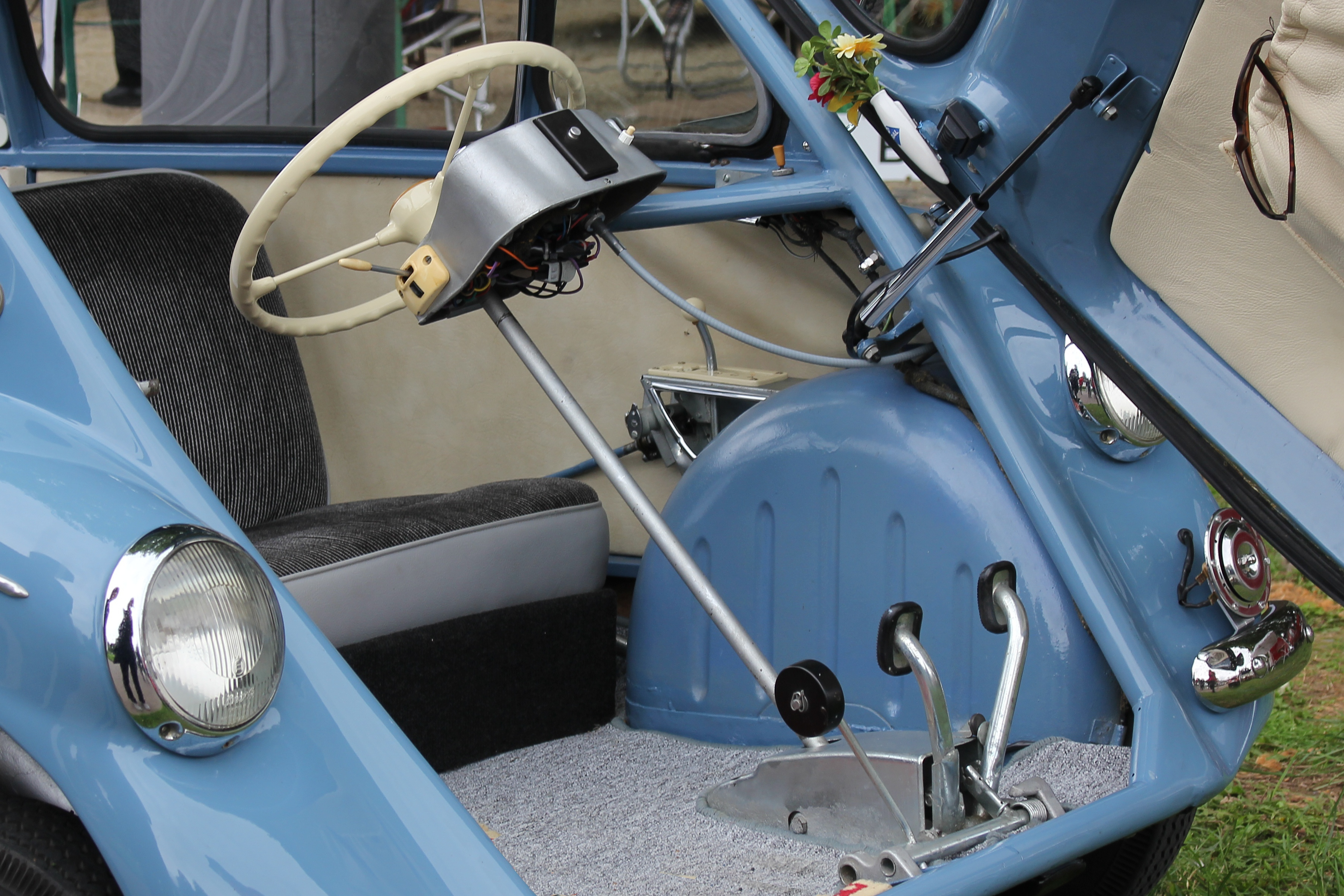
Innenansicht

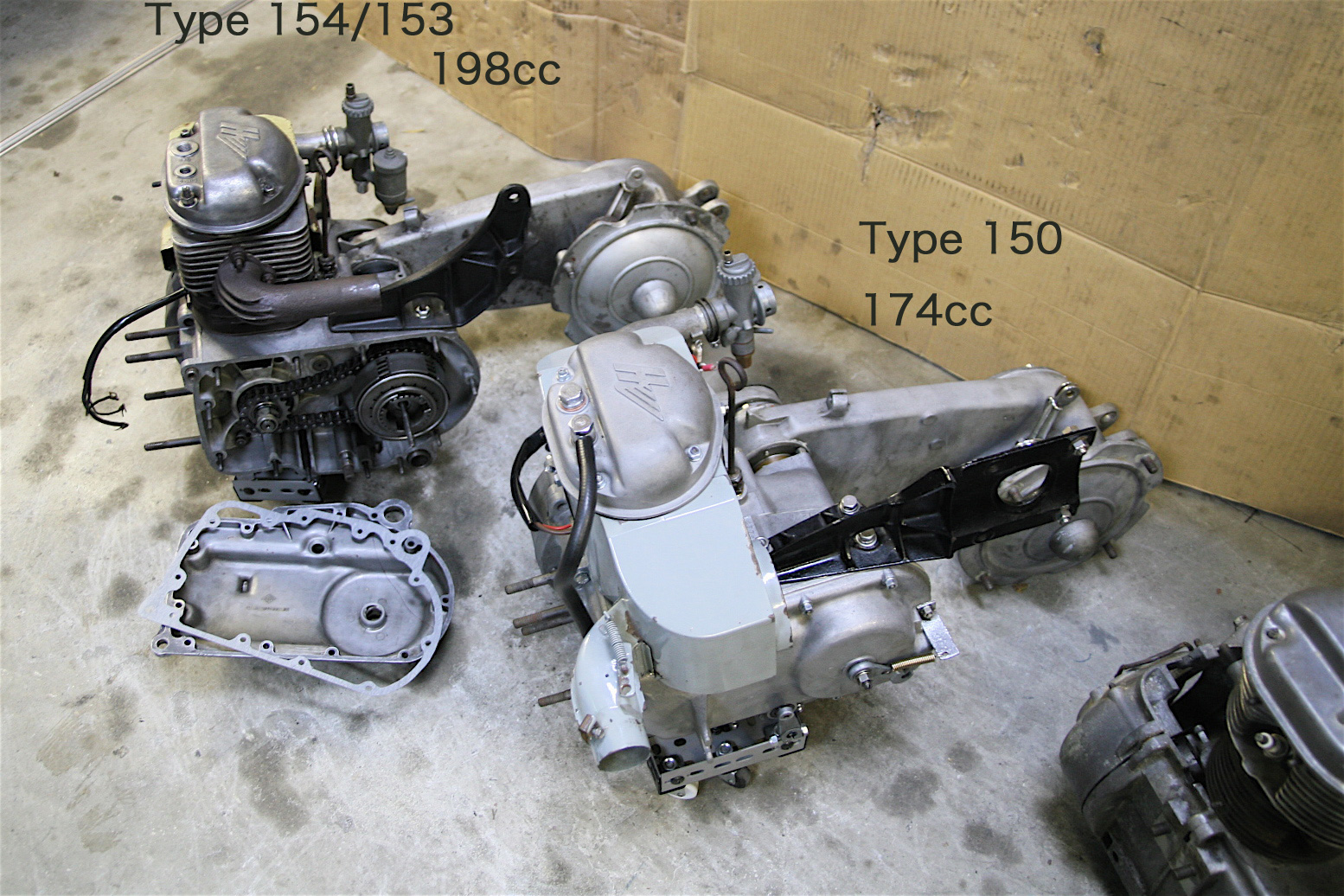
Verschiedene Heinkel Motoren

Die Heinkel Kabine ist ein Rollermobil, das 1956 als erster Pkw der Ernst Heinkel AG in Stuttgart-Zuffenhausen herausgebracht wurde. Ein Prototyp war bereits Anfang 1955 gezeigt worden.

## Modellbeschreibung
Das Dreiradfahrzeug hat einen gebläsegekühlten Einzylinder-Viertaktmotor mit seitlicher Nockenwelle, hängenden Ventilen und 175 cm³ Hubraum, der 6,8 kW (9,2 PS) bei 5500/min leistet und seine Kraft über ein Vierganggetriebe an das einzelne Hinterrad weiterleitet. Der Wagen hat eine mittragende Karosserie (Blech auf Rohrgestell) mit Fronttür und serienmäßigem Klappdach. Die Lenksäule ist fest montiert und schwenkt nicht wie bei der BMW Isetta mit der Tür nach außen. Zwei Erwachsene und zwei kleinere Kinder haben in der Kabine Platz. Die Vorderräder sind an geschobenen Schwingen aufgehängt, dem Hinterrad dient der Kasten der Antriebskette als Schwinge. Alle drei Räder haben Schraubenfedern. Die Fußbremse wirkt hydraulisch nur auf die Vorderräder, die Handbremse mechanisch auf alle Räder.
Außer dem 175-cm³-Modell kam im selben Jahr noch ein 200-cm³-Modell, der Typ 154, heraus. Sein Fahrwerk hat vier Räder, wobei die hintere Spurweite von nur 220 mm ein Differenzial überflüssig macht. Für einige Exportmärkte, zum Beispiel Großbritannien oder Österreich, blieb Heinkel auch beim großen Modell bei drei Rädern, weil dort Dreiräder geringer besteuert wurden. Ab Frühjahr 1957 wurde der Hubraum des Motors um 5 cm³ reduziert, um unter 200 cm³ zu kommen.

## Produktion
1957 wurde der Typ 153 nach 6438 Exemplaren eingestellt, 1958 auch der Typ 154 nach 5537 Exemplaren. Produktionsanlagen und -rechte wurden zunächst nach Irland an die Dundalk Engineering Company verkauft und gelangten schließlich an die britische Firma Trojan Limited, die diese Fahrzeuge unter der Bezeichnung Trojan 200 noch bis 1965 baute.

## Technische Daten
| Fahrzeugtyp:          | Typ 150 | Typ 153 | Typ 154 | |
| Bauzeitraum           | 1956–1957 | 1956 | 1957–1958 | |
| Motor                 | Einzylinder-Viertaktmotor, Luftkühlung mit Gebläse | Einzylinder-Viertaktmotor, Luftkühlung mit Gebläse | Einzylinder-Viertaktmotor, Luftkühlung mit Gebläse | Einzylinder-Viertaktmotor, Luftkühlung mit Gebläse |
| Ventilsteuerung       | seitliche Nockenwelle, Schlepphebel, Stoßstangen, Kipphebel                                                                                               | seitliche Nockenwelle, Schlepphebel, Stoßstangen, Kipphebel                                                                                               | seitliche Nockenwelle, Schlepphebel, Stoßstangen, Kipphebel                                                                                               | seitliche Nockenwelle, Schlepphebel, Stoßstangen, Kipphebel                                                                                               |
| Bohrung × Hub         | 60 × 61,5 mm | 65 × 61,5 mm | 64 × 61,5 mm | |
| Hubraum               | 174 cm³ | 204 cm³ | 198 cm³ | |
| Leistung              | 6,8 kW (9,2 PS) bei 5500/min | 7,4 kW (10 PS) bei 5500/min | 7,4 kW (10 PS) bei 5500/min | |
| Maximales Drehmoment  | 12,9 Nm bei 4450/min | 13,2 Nm bei 4700/min | 13,2 Nm bei 4700/min | |
| Verdichtung           | 7,4 : 1 | 6,8 : 1 | 6,8 : 1 | |
| Elektrik              | 12 Volt | 12 Volt | 12 Volt | 12 Volt |
| Getriebe              | unsynchronisiert (Klauenschaltung), 4 Vorwärtsgänge, Rückwärtsgang, links Schalthebel mit Kulisse                                                         | unsynchronisiert (Klauenschaltung), 4 Vorwärtsgänge, Rückwärtsgang, links Schalthebel mit Kulisse                                                         | unsynchronisiert (Klauenschaltung), 4 Vorwärtsgänge, Rückwärtsgang, links Schalthebel mit Kulisse                                                         | unsynchronisiert (Klauenschaltung), 4 Vorwärtsgänge, Rückwärtsgang, links Schalthebel mit Kulisse                                                         |
| Fahrwerk              | gezogene Schwinge nach Art eines Dubonnet-Federknies vorn, Zahnstangenlenkung, Schwinge mit einem oder zwei Rädern hinten, Trommelbremsen an allen Rädern | gezogene Schwinge nach Art eines Dubonnet-Federknies vorn, Zahnstangenlenkung, Schwinge mit einem oder zwei Rädern hinten, Trommelbremsen an allen Rädern | gezogene Schwinge nach Art eines Dubonnet-Federknies vorn, Zahnstangenlenkung, Schwinge mit einem oder zwei Rädern hinten, Trommelbremsen an allen Rädern | gezogene Schwinge nach Art eines Dubonnet-Federknies vorn, Zahnstangenlenkung, Schwinge mit einem oder zwei Rädern hinten, Trommelbremsen an allen Rädern |
| Aufbau                | eintüriges Motocoupé | eintüriges Motocoupé | eintüriges Motocoupé | eintüriges Motocoupé |
| Leergewicht           | 250 kg | 290 kg | 290 kg | |
| Zul. Gesamtgewicht    | 475 kg | 510 kg | 510 kg | |
| Länge × Breite × Höhe | 2550 × 1370 × 1320 mm | 2550 × 1370 × 1320 mm | 2550 × 1370 × 1320 mm | 2550 × 1370 × 1320 mm |
| Radstand              | 1760 mm | 1760 mm | 1760 mm | 1760 mm |
| Spur vorne/hinten     | 1225 mm / 0 | 1225 mm / 220 mm | 1225 mm / 220 mm | |
| Wendekreis            | 8,5 m | 8,5 m | 8,5 m | 8,5 m |
| Reifengröße           | 4.40–10" | 4.40–10" | 4.40–10" | |
| Verbrauch             | ca. 4 l/100 km | ca. 4 l/100 km | ca. 4 l/100 km | ca. 4 l/100 km |
| Höchstgeschwindigkeit | 87 km/h | 90 km/h | 90 km/h | |